# Vodnice posvátná
Vodnice posvátná (Telmatobius culeus), též známá jako šourková žába, je sladkovodní druh žáby, endemit žijící ve vysokohorském jezeře Titicaca nacházející se v centrálních Andách na rozhraní mezi státy Peru a Bolívie. Její hlavní populace žije v rozlehlejší, severní části jezera nazývané Lake Chucuito a jen sporadický počet se nachází v menší, jižní části s názvem Lake Wiñaymarka. Ojediněle se vyskytuje i v říčních přítocích jezera.

## Prostředí
Jezero s maximální hloubkou 280 m je teplotně stabilní, u dna je teplota vody celoročně 10 °C, u hladiny kolísá od 6 do 14 °C. Voda v jezeře má v důsledku vysoké nadmořské výšky (3800 m n. m.) snížený obsah rozpuštěných plynů (kyslíku), průměrný parciální tlak kyslíku je 100 mm Hg (u mořské hladiny je přibližně 130 mm Hg).

## Popis
Je žábou žijící trvale ve sladké vodě, na souš nevylézá. Je snadno rozpoznatelná podle „pytlovitého“ vzhledu, který má v důsledku velkých, volných záhybů kůže. Má je po stranách, na hřbetě i zadních končetinách. Samci se od samic viditelně neodlišují.
Zbarvení těla je variabilní, ale vždy určitá část obsahuje barvu olivově zelenou nebo tmavě zelenou až černou, na zádech bývá skoro černá a na břichu světlá, někdy až špinavě bílá. Je velká až 14 cm a může vážit i 250 g, tělo má ploché a nebývá vyšší než 5 cm. Hlava je velká a plochá s kruhovitou tlamou, oči mají duhovky světle hnědé. Na předních končetinách má prsty volné, na silných zadních částečně spojené plovací blánou.

## Dýchání
Velké záhyby zvětšují plochu kůže, přes níž dýchá, tenká mokrá kůže funguje jako žábry a zajišťuje dostatek kyslíku k pokrytí metabolických nároků organizmu. Primárně dýchá kůží a za normálních podmínek se nepotřebuje vynořit nad hladinu pro vzduch.
Má v krvi vysoký počet červených krvinek a síť kožních žil je mnohem hustější než u jiných rodů, stejně tak dokáže přežít při mnohem nižším obsahu kyslíku v krvi. V porovnání s jinými, obdobně velkými žábami, má však jen třetinové plíce, které ji na suchu udrží při životě jen několik málo hodin. V případě snížení obsahu kyslíku ve vodě, který občas klesá až na 35 až 90 mm Hg,[zdroj⁠?!] vystrkuje nad hladinu čenich a jímá do plic vzduch, dokud se krev dostatečně neokysličí.

## Chování

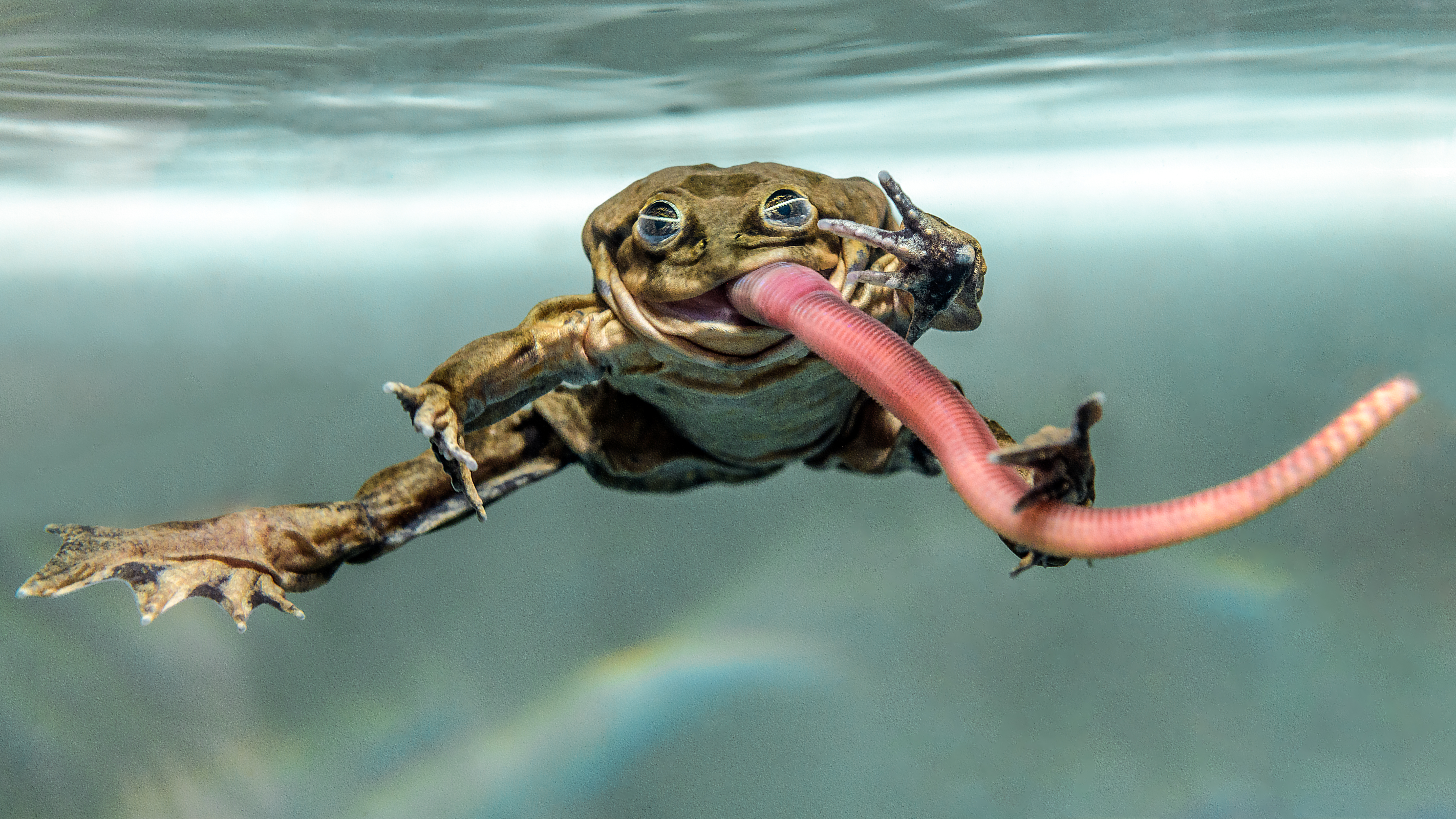
Vodnice posvátná v Zoo Praha

Z vody na souš nevystupuje, dospělci žijí osaměle při jezerním dnu, mladší jedinci se zdržují zase výhradně u břehů v mělčích oblastech jezera. Jsou důkazy, že tyto žáby rostou po celou dobu života, do doby dospělosti rychle a pak se jejich růst zpomaluje. V přírodě se dožívají 5 až 15 let. V případě stresu se brání vylučováním mléčně zbarveného, lepkavého a hořkého slizu z celé pokožky.

## Potrava
Živí se živočišnou potravou, hlavně vodními různonožci, měkkýši, hmyzem, drobnými rybymi a pulci žab. Svým krátkým jazykem není schopna uchopit suchozemskou kořist. Lapenou potravu polyká vcelku, případně za pomoci předních nohou. Má ze všech obojživelníků, vyjma mloků, nejpomalejší metabolismus.

## Rozmnožování
K páření dochází v létě (na jižní polokouli) v mělkých vodách v blízkosti břehů. Začátkem sezony se snaží samci nočním hlasitým voláním přilákat samici. Pářící se samec samici shora objímá v pase před zadníma nohama. Samice vypouští vajíčka a samec je následně oplozuje. Z vajíček se líhnou nejdříve larvy, pulci, kteří se metamorfózou proměňují v žáby. Odhaduje se nakladení jednou samicí 500 vajíček ročně, první snůška proběhne asi v pátém roce života. Nebyla pozorována žádná péče o potomstvo.

## Ohrožení
Početní stavy vodnice posvátné mezi lety 1991 a 2004 poklesly o více než 80 %. Její lov i obchod je sice zakázán, ale stěží lze jeho dodržování kontrolovat a vymáhat. Tyto žáby jsou tradičně chytány a v širokém okolí jezera používány pro domnělé léčebné (proti tuberkulóze, astmatu či osteoporóze) i afrodiziakální vlastnosti, jejich maso spolu s bylinkami slouží jako součást, údajně léčivého, nápoje. Navíc byli do jezera vysazeni nepůvodní pstruzi, kteří se živí vajíčky a pulci žab. K dalším příčinám úbytku patří také infekční plísňové onemocnění chitridiomykoza, která od roku 1998 decimuje populace celé řady druhů obojživelníků a byla zjištěna i u vodnice posvátné. Soudí se, že velký splach pesticidů, hnojiv, rtuti vznikající jako odpad při těžbě zlata a dalších znečišťujících látek z okolí do jezera snižuje plodnost samic a zapříčiňuje špatný vývoj vajíček i pulců.
Chování v zajetí bývá obvykle úspěšné jen výjimečně a krátkodobě, stejně jako dosavadní záchranné programy na jezeře. To je také důvodem, že o životě vodnice posvátné není dostatek podrobných znalostí.
Podle IUCN je druh pokládán za ohrožený (k 2024). 

## Chov v zoo
Tento druh patří mezi velmi vzácně chované. Na počátku roku 2019 byl v celé Evropě jen v britské Chester Zoo, kam bylo v roce 2018 dovezeno 150 jedinců z americké Denver Zoo, které se podařilo vodnici jako první mimo oblast výskytu rozmnožit. Jednalo se o historicky první příslušníky tohoto druhu v evropských zoo. Dovezená zvířata byla na počátku roku 2019 dále šířena do evropských zoo Evropské asociace zoologických zahrad a akvárií tak, aby byla vytvořena chovatelská síť, která se pokusí zachránit tento ohrožený druh. Mezi chovatele vodnice posvátné se také zařadila Zoo Praha v Česku. Mezi další evropské zoo s tímto druhem patří např. zoo v Rotterdamu či Amersfoortu (obě Nizozemsko) či Zoo Münster a Aquazoo Düsseldorf (obě Německo), v polské Wroclawi i ve dvou vídeňských zoo. V červenci 2019 byl tento druh chován ve 12 evropských zoo.

### Chov v Zoo Praha
1. března 2019 dorazilo do Zoo Praha 70 jedinců, z nichž si zoo ponechala 20; zbylá zvířata putovala do Zoo Wroclaw v Polsku (15 jedinců) a vídeňských zoo Tiergarten Schönbrunn (20 jedinců) a Haus des Meeres (15 jedinců).
Expozice pro tento druh nazvaná Titicaca byla otevřena v neděli 7. 7. 2019 v rámci Terária u rezervace Bororo ve spodní části zoo. Otevírání se účastnil též hudebník a herec Ondřej Havelka. Žáby se v expozici již začaly pářit. Součástí skupiny je i velký pulec, který neprodělal metamorfózu, přestože je stejně starý jako ostatní jedinci v expozici. Expoziční nádrž evokuje prostředí jezera s ruinami chrámu, který byl postaven při jezeru před 1000 až 1500 lety, ovšem nyní je již pod vodní hladinou. Rozměry nádrže činí: 3 krát 3 krát 2 metry.
Po záruční opravě nádrže se žáby do expozice vrátily v dubnu 2020.